# Vệ Mãn
Vệ Mãn là một người nước Yên sang lưu vong tại Cổ Triều Tiên và đã lập nên một vương quốc ở phía tây bắc Triều Tiên vào năm thứ 2 TCN. Ông là nhân vật đầu tiên trong lịch sử Triều Tiên được ghi chép trong sử sách cùng thời.

## Tiểu sử
Sau khi nhà Hán được thành lập, đã có một khoảng thời gian nổ ra các cuộc khởi nghĩa chính trị, và dân cư tìm cách lánh nạn về phía đông. Vệ Mãn được cho là nằm trong số những người này, ông được ghi chép rằng đã dẫn theo trên 1 nghìn người và họ ăn vận theo phong tục Triều Tiên, tóc của ông được gắn các lông chim khác nhau đến Cổ Triều Tiên. Ban đầu ông được Chuẩn Vương cử đến củng cố biên giới tây bắc, tuy nhiên bằng cách củng cố sức mạnh trong cộng đồng người Yên tị nạn, Vệ Mãn đã chiếm lấy ngai vàng và xưng vương (194~180 TCN). Chuẩn Vương được cho là đã sang tị nạn tại Thìn Quốc.
Vệ Mãn vẫn duy trì kinh đô tại Vương Hiểm Thành (왕검성, 王險城, Wanggeom-seong, nói chung được xác định là tại Bình Nhưỡng ngày nay). Khi nhà Hán chưa hoàn toàn ổn đinh, Tổng đốc Liêu Đông đã nhận Vệ Mãn là thần dân ngoại biên, đưa ra điều kiện rằng ông không được ngăn cản cư dân bản địa đi vào đế quốc. Việc bổ nhiệm diễn ra vào năm 191 hoặc 192 TCN. Có sức mạnh quân sự cao hơn, Vệ Mãn Triều Tiên đã có thể chinh phục Chân Phiên quận (진번, 眞番, Jinbeon) và Lâm Đồn quận (임둔, 臨屯, Imdun), mở rộng biên giới của mình. Vương quốc của ông cuối cùng bị Hán Vũ Đế diệt vào năm 108 TCN dưới thời trị vì của cháu trai ông là Hữu Cừ Vương.

## Gia đình
- Vệ Mỗ: con trai, đệ nhị đại vương, mất dấu tích trong lịch sử
- Vệ Hữu Cừ Hữu Cừ Vương: cháu trai, đệ tam đại vương
- Vệ Trưởng (衛長), hay Vệ Trưởng Hàng (衛長降): chắt